# Tsjecho-Slowaakse parlementsverkiezingen 1954

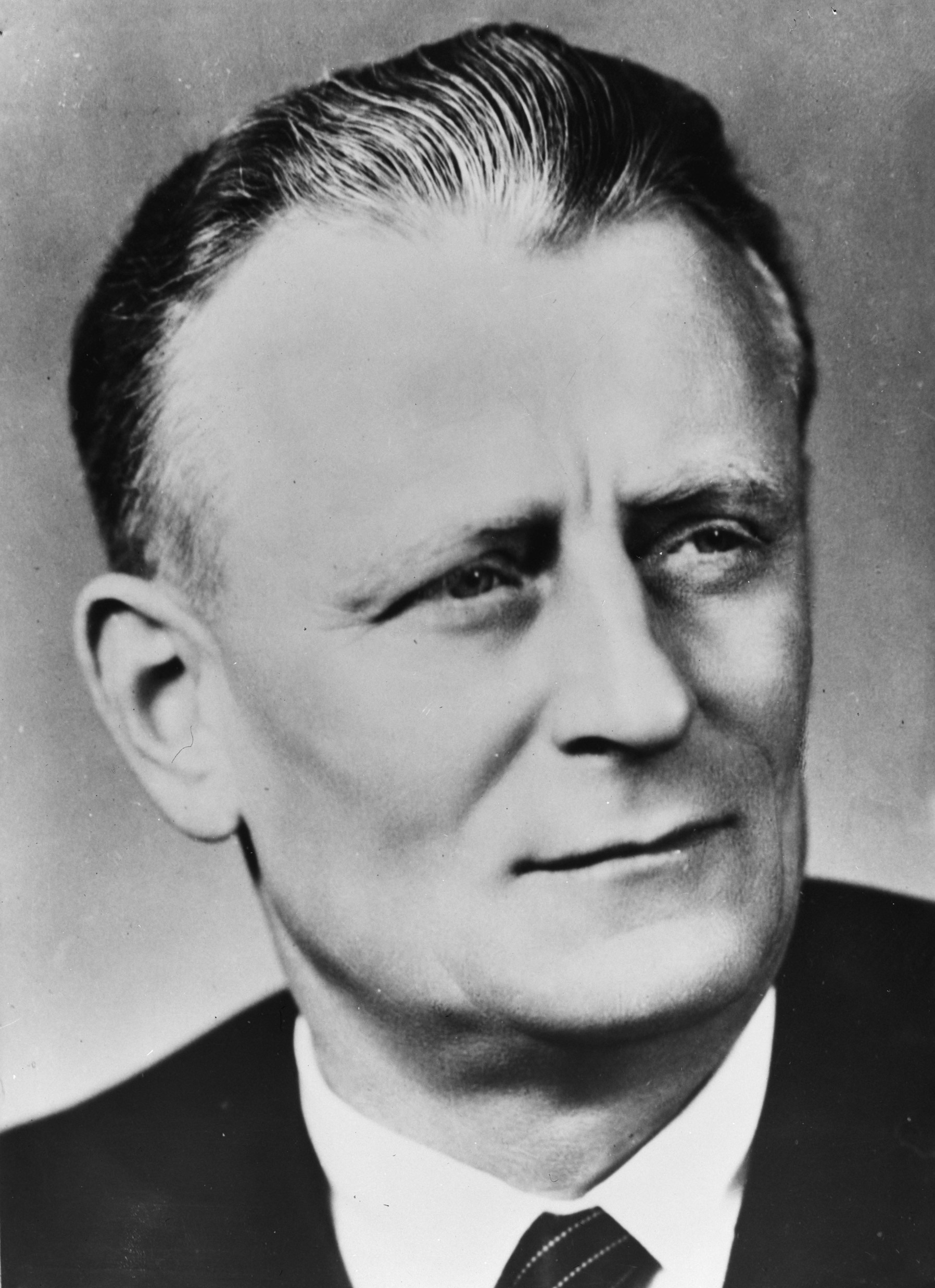
De eerste secretaris van de Tsjecho-Slowaakse Communistische Partij (KSČ), Antonín Novotný (1904-1975), de "sterke man" van Tsjecho-Slowakije

De Tsjecho-Slowaakse parlementsverkiezingen van 1954 vonden op 28 november van dat jaar plaats. Van de kiezers stemden 97,7% op kandidaten van het door de Communistische Partij van Tsjecho-Slowakije (KSČ) gedomineerde Nationaal Front (Nf).

## Uitslag
| Coalitie                        | Partij of groep                                   | Stemmen   | %     | Zetels    |  |
| ------------------------------- | ------------------------------------------------- | --------- | ----- | --------- |  |
| Nationaal Front (Nf)            | Communistische Partij van Tsjecho-Slowakije (KSČ) | 8.484.102 | 97,7% | 172 / 368 |  |
| Nationaal Front (Nf)            | Communistische Partij van Slowakije (KSS)         | 8.484.102 | 97,7% | 90 / 368  |  |
| Nationaal Front (Nf)            | Onafhankelijk                                     | 8.484.102 | 97,7% | 56 / 368  |  |
| Nationaal Front (Nf)            | Tsjecho-Slowaakse Socialistische Partij (ČSS)     | 8.484.102 | 97,7% | 20 / 368  |  |
| Nationaal Front (Nf)            | Tsjecho-Slowaakse Volkspartij (ČSL)               | 8.484.102 | 97,7% | 20 / 368  |  |
| Nationaal Front (Nf)            | Slowaakse Vrijheidspartij (SSO)                   | 8.484.102 | 97,7% | 4 / 368   |  |
| Nationaal Front (Nf)            | Partij van de Slowaakse Wedergeboorte (SS)        | 8.484.102 | 97,7% | 6 / 368   |  |
| Totaal Nf                       | Totaal Nf                                         | 8.484.102 | 97,7% | 368 / 368 |  |
| Blanco stemmen                  | Blanco stemmen                                    | -         | 10,7% | 0 / 368   |  |
| Totaal                          | Totaal                                            | -         | 100%  | 368       |  |
|                                 |                                                   |           |       |           |  |
| Tegen                           | Tegen                                             | 189.928   | 2,1%  | 0 / 368   |  |
| Blanco/ ongeldige stemmen       | Blanco/ ongeldige stemmen                         | 34.688    | -     | -         |  |
| Totaal uitgebrachte stemmen     | Totaal uitgebrachte stemmen                       | 8.711.718 | 100%  | 368       |  |
| Geregistreerde kiezers/ opkomst | Geregistreerde kiezers/ opkomst                   | 8.783.186 | 99,2% | -         |  |
| Bron: Uitslag                   |                                                   |           |       |           |  |

## Verwijzingen
Parlementsverkiezingen in Tsjecho-Slowakije:
1920 · 1924 · 1925 · 1929 · 1935 · 1946 · 1948 · 1954 · 1960 · 1964 · 1971 · 1976 · 1981 · 1986 · 1990 · 1992

Verkiezingen voor de Tsjechische Nationale Raad:
1971 · 1976 · 1981 · 1986 · 1990 · 1992

Verkiezingen voor de Slowaakse Nationale Raad:
1971 · 1976 · 1981 · 1986 · 1990 · 1992